# S/2007 S 2
S/2007 S 2, také známý jako Alejandra, je jeden z měsíců Saturnu. Jeho objev oznámili Scott S. Sheppard, David C. Jewitt, Jan Kleyna a Brian G. Marsden v květnu roku 2007. Výsledek byl založen na pozorováních, která proběhla v lednu až dubnu 2007. Měsíc S/2007 S 2 má asi 6 kilometrů v průměru a obíhá Saturn ve vzdálenosti asi 16 560 000 kilometrů. Jeho oběžná doba je 792,96 dnů, sklon k ekliptice je 176,68 stupňů. Excentricita oběžné dráhy je 0,218 a měsíc obíhá retrográdně. 